# 摩爾多維察鄉

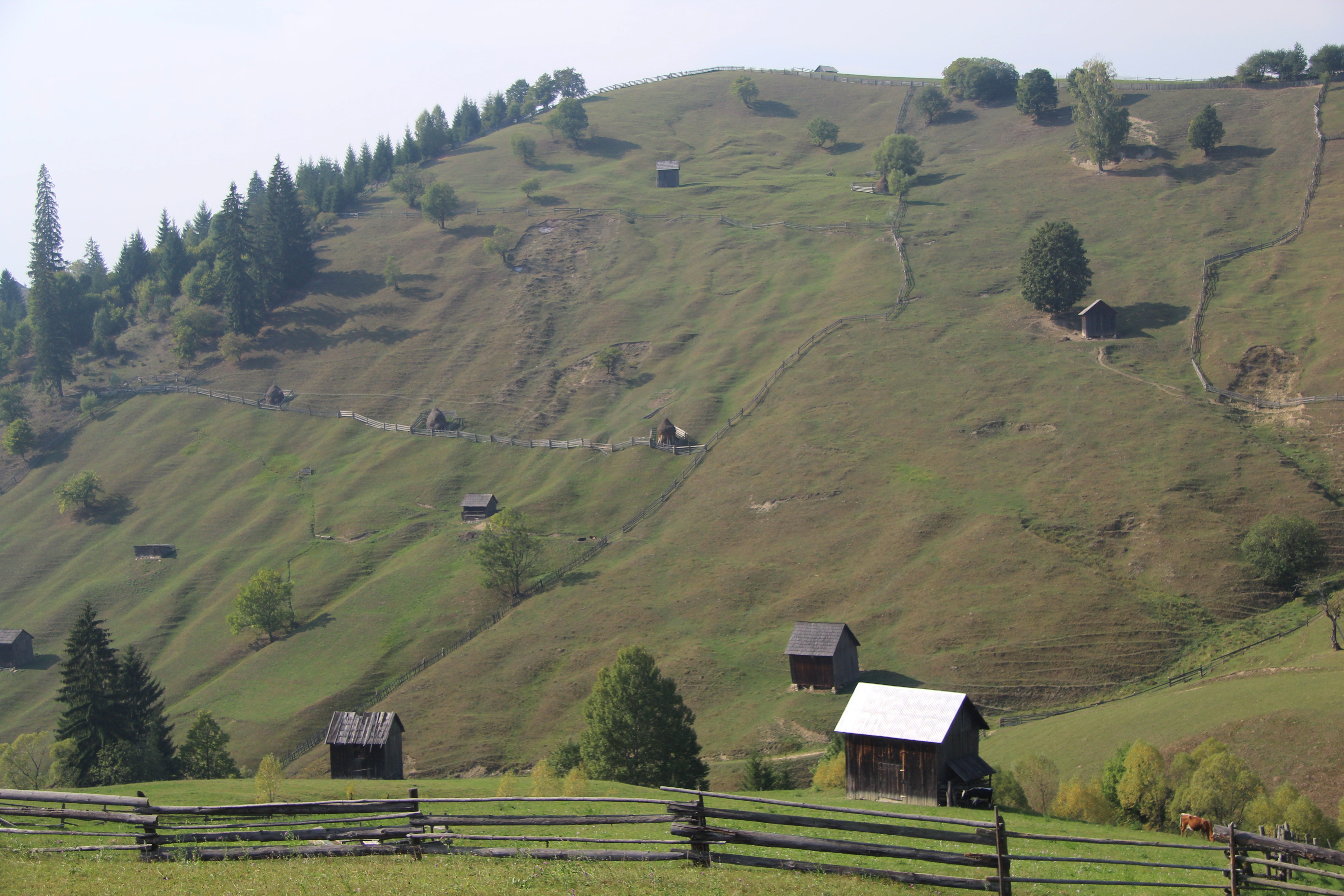

47°41′N 25°33′E / 47.683°N 25.550°E
摩爾多維察鄉（羅馬尼亞語：Comuna Moldovița, Suceava），是羅馬尼亞的鄉份，位於該國東北部，由蘇恰瓦縣負責管轄，面積249平方公里，海拔高度676米，2007年人口5,201，人口密度每平方公里21人。